# Alamo Beach
Alamo Beach es un lugar designado por el censo ubicado en el condado de Calhoun en el estado estadounidense de Texas. En el Censo de 2020 tenía una población de 254 habitantes y una densidad poblacional de 110,92 habitantes por km². Fue incluido como CDP en el censo de 2020.

## Geografía
Alamo Beach se encuentra ubicado en las coordenadas 28°34′24″N 96°33′56″O / 28.57333, -96.56556. Según la Oficina del Censo de los Estados Unidos,  tiene una superficie total de 2,29 km², de la cual 1,96 km² corresponden a tierra firme y 0,33 km² a agua.